# Eparchia dell'America orientale e di New York

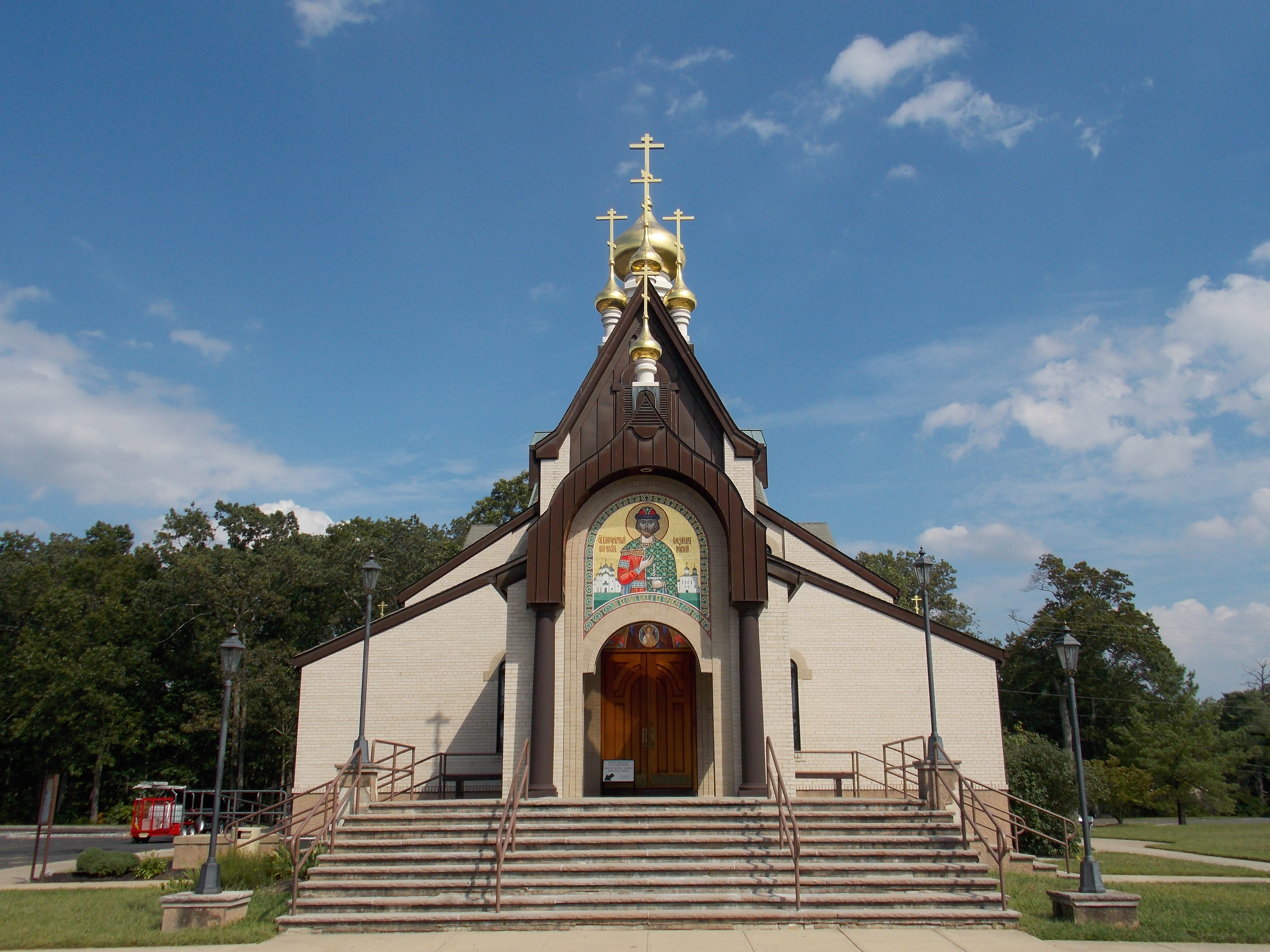
La cattedrale di sant'Aleksandr Nevskij a Howell, nel New Jersey.

L'eparchia dell'America orientale e di New York (in russo Восточно-Американская и Нью-Йоркская епархия?; in inglese Eastern American Diocese) è una eparchia della Chiesa ortodossa russa fuori dalla Russia (ROCOR).
È la sede propria del primo gerarca della ROCOR.

## Territorio
L'eparchia ha giurisdizione sui fedeli dipendenti dalla ROCOR, che risiedono negli stati orientali degli Stati Uniti d'America (New York, Connecticut, Massachusetts, Maine, New Jersey, Pennsylvania, Virginia, Georgia, Virginia Occidentale, Maryland, Rhode Island, Vermont, Carolina del Sud, Carolina del Nord, Tennessee, Kentucky, Florida, Mississippi, Alabama e Distretto di Columbia) e nei Caraibi.
Sede eparchiale è la città di Howell, nel New Jersey, dove si trova la cattedrale eparchiale di sant'Aleksandr Nevskij.
L'eparchia è suddivisa in 10 decanati e 2 missioni, per un totale di circa 160 chiese e parrocchie.

## Storia
Nel 1934 il sinodo dei vescovi della ROCOR decise di dividere l'eparchia nordamericana in due. Questo determinò la nascita dell'eparchia di San Francisco e dell'America Occidentale e dell'eparchia dell'America orientale.
Nel 1935, in occasione del ripristino della comunione ecclesiastica tra la ROCOR e la Chiesa ortodossa in America, furono riorganizzate le eparchie ortodosse. La sede dell'eparchia dell'America orientale fu posta a New York, dove fu eretta a cattedrale la chiesa dell'Ascensione nel Bronx.
Nel 1946 furono nuovamente interrotte le relazioni fra le due istituzioni ecclesiastiche ortodosse. Mentre la "Chiesa ortodossa in America" si pose sotto la guida le patriarcato di Mosca, circa 40 parrocchie rimasero fedeli alla ROCOR e al proprio metropolita. Grazie al lavoro svolto dall'eparca Vitalis Maksimienko, il numero delle parrocchie, in pochi anni, aumentò a circa 110.
Nel 1954 l'eparchia cedette una porzione del proprio territorio a vantaggio dell'erezione dell'eparchia di Chicago e dell'America centrale.
Nel 1964 l'eparchia divenne la sede del "Primo Gerarca" della ROCOR, e cambiò il proprio nome in quello attuale.
Nel 2014 è stato inaugurato la nuova curia eparchiale a Howell, dove è stata costruita la nuova cattedrale.